# Meubles Ikea France

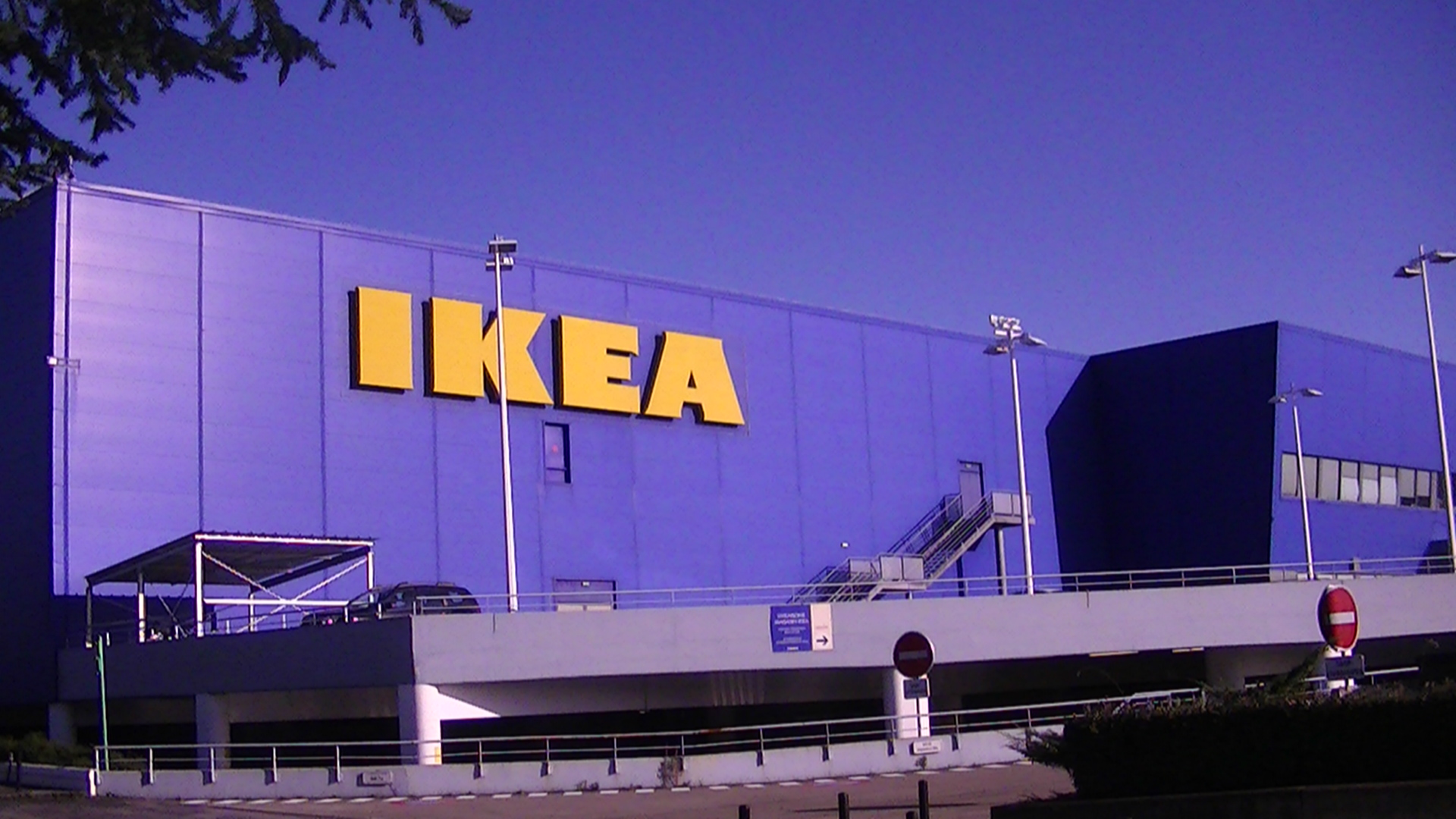
Ikea in Saint-Herblain

Meubles Ikea France SAS, oder in der deutschen Presse Ikea Frankreich, ist die Französische Tochtergesellschaft der Ikea-Gruppe. Das Unternehmen wurde am 1. August 1989 gegründet und hat seinen Sitz in 425 Henri Barbusse in Plaisir. Zurzeit ist Walter Kandar Präsident der Firma.
Die Geschäftszahlen sehen folgendermaßen aus:
|                                | 2015  | 2016  | 2017  | 2018   | 2019   | 2020   |
| ------------------------------ | ----- | ----- | ----- | ------ | ------ | ------ |
| Umsatz in Millionen Euro       | 2 455 | 2 687 | 2 756 | 2 836  | 3 006  | 2 803  |
| Jahresgewinn in Millionen Euro | + 43  | + 64  | + 77  | + 73   | + 75   |        |
| Mitarbeiter                    | 9 014 | 9 401 | 9 758 | 10 064 | 10 099 | 10 336 |

## Kontroversen
Ikea Frankreich wird vorgeworfen, seine eigenen Mitarbeiter seit 2009 zu bespitzeln. 2012 ist der Skandal durch das Satire Magazin Canard Enchaîné und der Website Mediapart aufgedeckt worden. Inzwischen ist die Firma, aber auch ein Manager von der französischen Ermittlern angeklagt.